# Premis Días de Cine
Els Premis Días de Cine (o Premis DDC) són els guardons que atorga la redacció del programa Días de cine de Televisió Espanyola. Els premis van néixer sense valor econòmic, però amb vocació de tenir-ho algun dia.
La primera edició es va celebrar el 21 de gener de 2014 en la Cineteca de Matadero Madrid.

## Jurat
La redacció de Días de Cine, encarregada de seleccionar als guanyadors de l'edició 2014, va estar composta per Gerardo Sánchez, Raúl Alda, Javier Sales, Alberto Bermejo, Virginia García, Lauro Martín, Alejo Moreno, Eva Núñez, Juan Carlos Rivas i Henar Álvarez

## Guardons
En la primera edició (2014) es van atorgar sis premis: millor pel·lícula espanyola i estrangera, millor actor espanyol i estranger i millor actriu nacional i estrangera. En la segona edició (2015) també es va atorgar premis al millor documental, el premi Somos Cine a les pel·lícules considerades "valentes i de qualitat" participades per RTVE i el premi del públic, votat pels espectadors. En la quarta edició (2017) es va entregar un premi especial al 25è aniversari del programa, el premi Ha nacido una estrella a nous descobriments i l'Especial Días de Cine a pel·lícules rodades i/o estrenades amb dificultat. En la sisena edició (2019) es van atorgar els premis Elegidos para la gloria, premi d'honor; Vida en sombras per a pel·lícules fora de norma i de gran qualitat, El resplandor, per un actor o actriu amb algun moment enlluernador en alguna actuació de secundari o de repartiment, i El futuro es mujer, per a una pel·lícula feta per i amb dones com a protagonistes. En la setena edició (2020) també es va atorgar el premi a la millor pel·lícula d'animació.